# 橋本道一
橋本 道一（はしもと みちかず、生年不詳 - 慶長元年2月15日（1596年3月13日）） は、戦国時代の武将。橋本伊賀守の6代目であり、現在の愛知県稲沢市辺りを支配していたという。父は織田信長の鉄砲師範である橋本一巴である。弟に矢合城主の橋本大膳がいる。娘竹女(たけじょ)の夫は平手政秀の弟野口五郎右衛門政利

## 生涯
儀長城、片原一色城主であり、織田信長、織田信雄に仕えていたが、その後は豊臣秀吉・加藤清正に仕えた。慶長の役の際には鉄砲手の頭に選ばれたが、その矢先に肥前国で病死した。